# Luka Reischl
Luka Reischl (Schwarzach im Pongau, 10 januari 2004) is een Oostenrijks voetballer die doorgaans als middenvelder speelt. Hij verruilde in 2025 Red Bull Salzburg voor ADO Den Haag. 

## Clubcarrière
Reischl speelde sinds 2015 bij Red Bull Salzburg. Hij debuteerde niet in het eerste elftal, maar speelde wel voor de club in de UEFA Youth League. Hij kwam onder andere in actie tegen Real Madrid, Paris Saint-Germain en Chelsea. Naast wedstrijden in de Youth League, speelde Reischl vijf jaar lang in het belofteteam van Salzburg, FC Liefering, dat uitkomt in de 2. Liga. Hij kwam meer dan 100 keer uit voor de ploeg, waarbij hij twintig keer wist te scoren.
In januari 2025 verhuurde Red Bull Salzburg Reischl aan ADO Den Haag. Hij debuteerde op 26 januari tegen Excelsior Rotterdam (0-1). Hij verving in de 11e minuut de geblesseerde Alex Schalk. In februari 2025 scoorde hij vier wedstrijden op rij een doelpunt voor de Haagse club. Op 2 maart 2025, tegen FC Den Bosch, brak Reischl zijn sleutelbeen en was een tijd uitgeschakeld. Zijn rentree volgde op 9 mei 2025, in de laatse competitiewedstrijd tegen VVV-Venlo (7-2). Hij kwam in de rust in de ploeg voor Daryl van Mieghem; hij scoorde meteen een doelpunt en gaf een assist op Alex Schalk.
In april 2025 lichtte ADO de optie tot koop op Reischl.

## Statistieken
| Seizoen | Club           | Competitie     | Competitie | Competitie | Beker | Beker | Overig | Overig | Totaal | Totaal |
| Seizoen | Club           | Competitie     | Wed.       | Dlp.       | Wed.  | Dlp.  | Dlp.   | Dlp.   | Wed.   | Dlp.   |
| ------- | -------------- | -------------- | ---------- | ---------- | ----- | ----- | ------ | ------ | ------ | ------ |
| 2020/21 | FC Liefering   | 2. Liga        | 22         | 2          | –     | –     | –      | –      | 22     | 2      |
| 2021/22 | FC Liefering   | 2. Liga        | 25         | 3          | –     | –     | –      | –      | 25     | 3      |
| 2022/23 | FC Liefering   | 2. Liga        | 22         | 2          | –     | –     | –      | –      | 22     | 2      |
| 2023/24 | FC Liefering   | 2. Liga        | 19         | 7          | –     | –     | –      | –      | 19     | 7      |
| 2024/25 | FC Liefering   | 2. Liga        | 15         | 6          | –     | –     | –      | –      | 15     | 6      |
| 2024/25 | → ADO Den Haag | Eerste divisie | 8          | 5          | 0     | 0     | 2      | 0      | 10     | 5      |
| Totaal  | Totaal         | Totaal         | 110        | 24         | 0     | 0     | 0      | 0      | 113    | 25     |

Bijgewerkt op 18 mei 2025.